# شورتکس
شورتکس یا شورت مخصوص قاعدگی یا تینکس (به انگلیسی: Thinx)، لباس زیری است که می‌تواند در طول قاعدگی به عنوان یک جایگزین یا مکمل برای محصولات بهداشتی زنانه استفاده شود. آیکون نوع دیگری از این لباس‌زیرها است که می‌تواند برای بی‌اختیاری کم و متوسط استفاده شود.
THINX نام یک شرکت مستقر در نیویورک است که محصولات بهداشتی زنانه را تولید می‌کند.
این شرکت دارای دو نام تجاری، Icon Undies و THINX است.
شورتکس در سبک‌های مختلف موجود است و شامل دو نوع فناوری ثبت شده‌است که یکی از آن‌ها جذب مقادیر مختلف خون است و دیگری مقادیر مختلف ادرار را جذب می‌کند. لباس زیر قاعدگی ضد میکروب، ضد رطوبت، جاذب و مقاوم در برابر نشت است.
نشریه تایم شورت‌های قاعدگی تینکس را یکی از بهترین اختراعات سال ۲۰۱۵ نامید.
همچنین مجله فست کامپانی از تینکس به عنوان یکی از نوآورانه‌ترین شرکت‌های سال ۲۰۱۷ نام برده‌است.

## تاریخچه
شرکت THINX در سال ۲۰۱۱ توسط آنتونیا سن دونبر، میکی آگاروال و رادا آگروال تأسیس شد.